# Teodor Regedziński
Teodor Regedziński (Łódź, 28 aprile 1894 – 2 agosto 1954) è stato uno scacchista polacco.
Nato in una famiglia di origine tedesca, adottò a volte il nome Teodor Reger (Reger era il nome di suo padre). 
È noto soprattutto per gli ottimi risultati alle olimpiadi degli scacchi con la squadra della Polonia, che comprendeva Akiba Rubinstein e Savielly Tartakower. 
Partecipò alle olimpiadi di Budapest 1928, Folkestone 1933, Stoccolma 1937 e Buenos Aires 1939. 
Alle olimpiadi di Stoccolma 1937 ottenne l'eccellente risultato di +10 –1 =2, vincendo la medaglia d'argento individuale in prima riserva. Complessivamente giocò 46 partite, con il risultato complessivo di +26 =14 –6 (71,7%). Vinse sei medaglie: una d'argento e due di bronzo individuali, e una d'argento e due di bronzo di squadra.
In torneo fu secondo a Lodz nel 1912 (dietro a Georg Salwe), primo a Lodz nel 1918 e 1919 (in assenza di Rubinstein e Tartakower), quarto nel campionato polacco del 1927 (vinto da Rubinstein), primo a Kecskemét nel 1927. 
Al termine della seconda guerra mondiale fu arrestato dal governo comunista della Polonia perché ritenuto un collaboratore dei nazisti e rinchiuso per quattro anni in un campo di lavoro. Dopo essere stato liberato, nel 1952 vinse ancora il campionato di Lodz.